# شهرستان کاتاتو
شهرستان کاتاتو (به لاتین: Cutato) یک منطقهٔ مسکونی در آنگولا است که در استان کواندو کوبانگو واقع شده‌است.